# 日本のポルノ

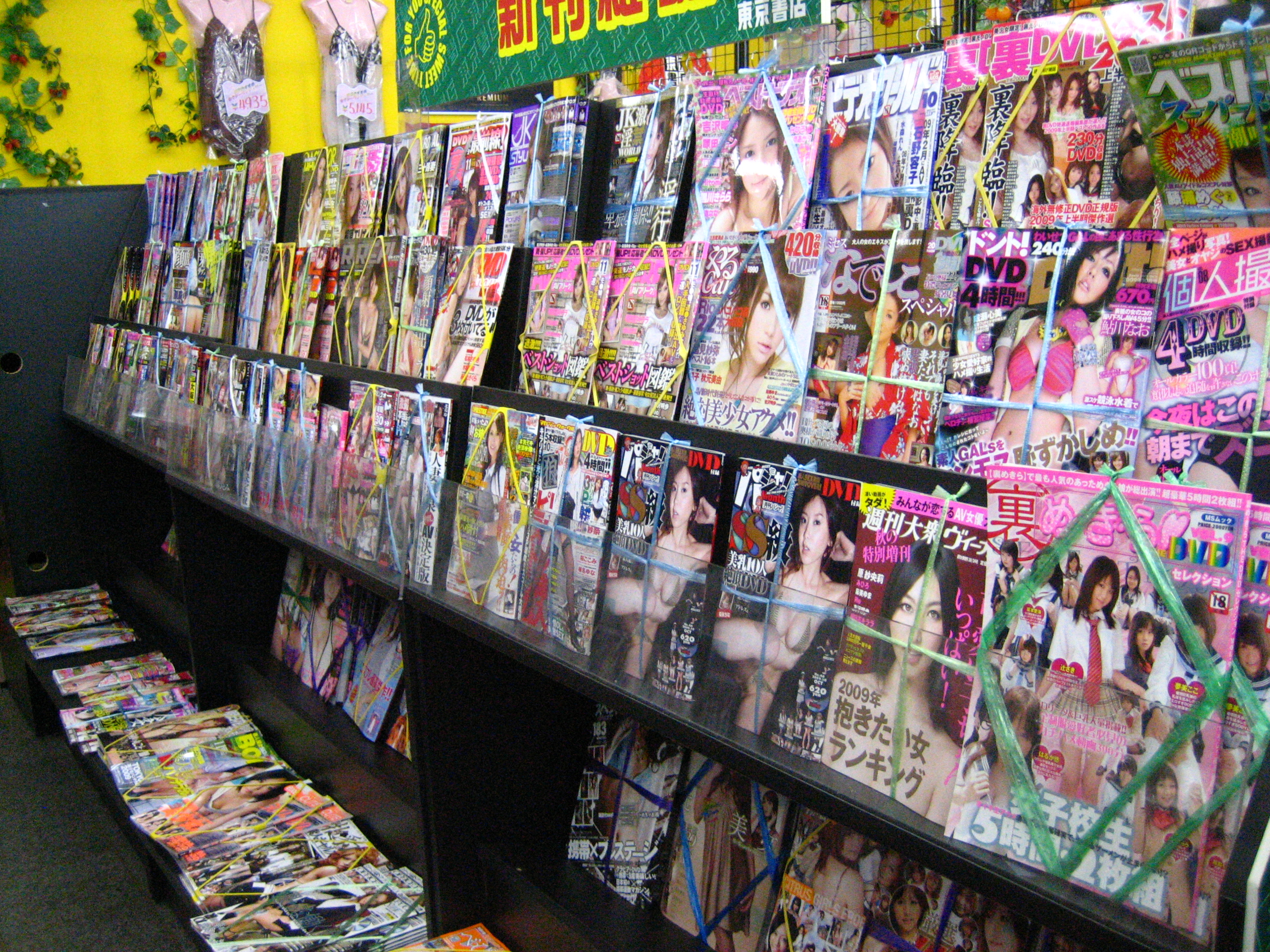
日本の棚に関するポルノ雑誌(2009年)

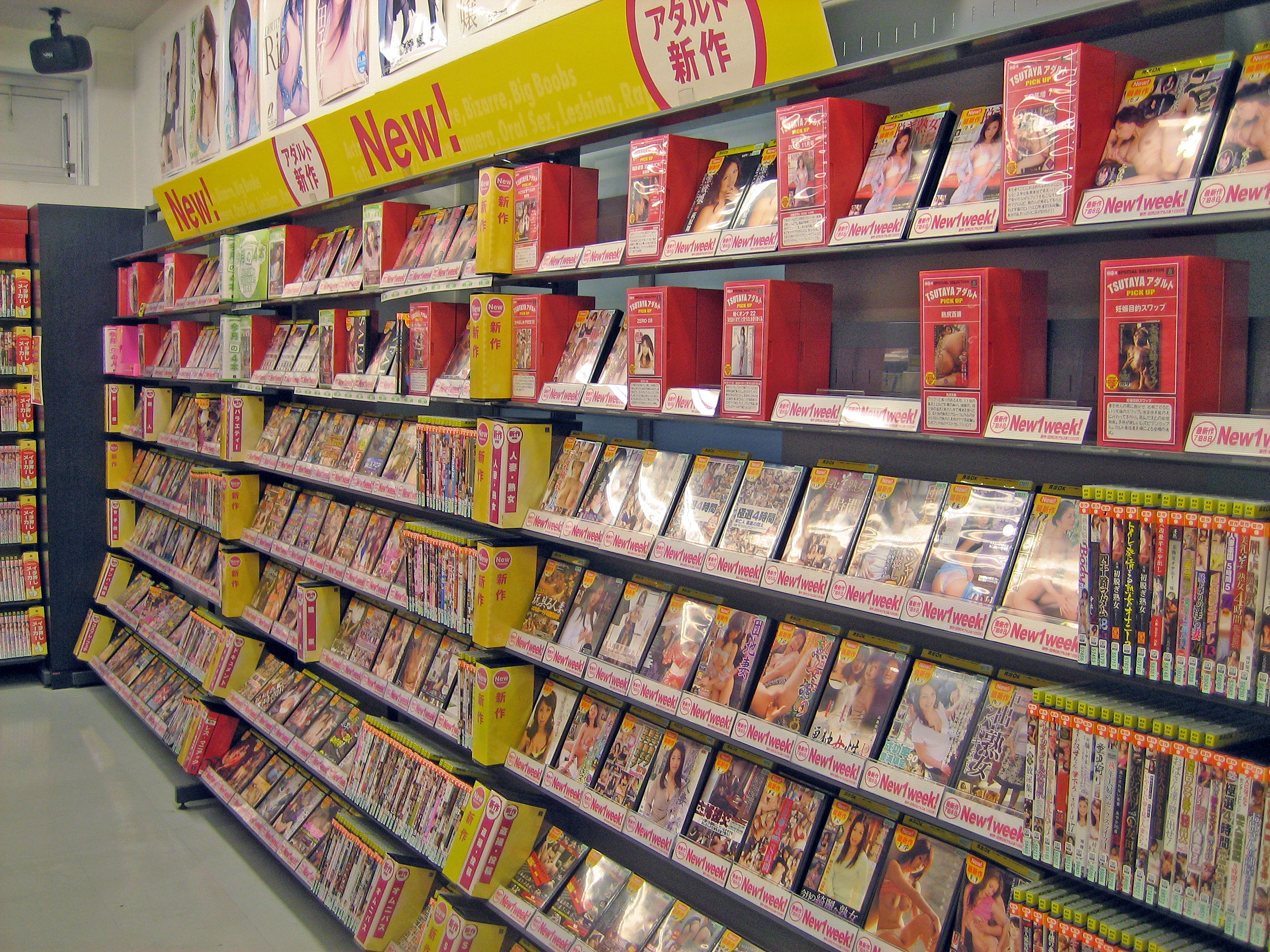
日本のレンタルショップでのアダルトビデオ(2008年)

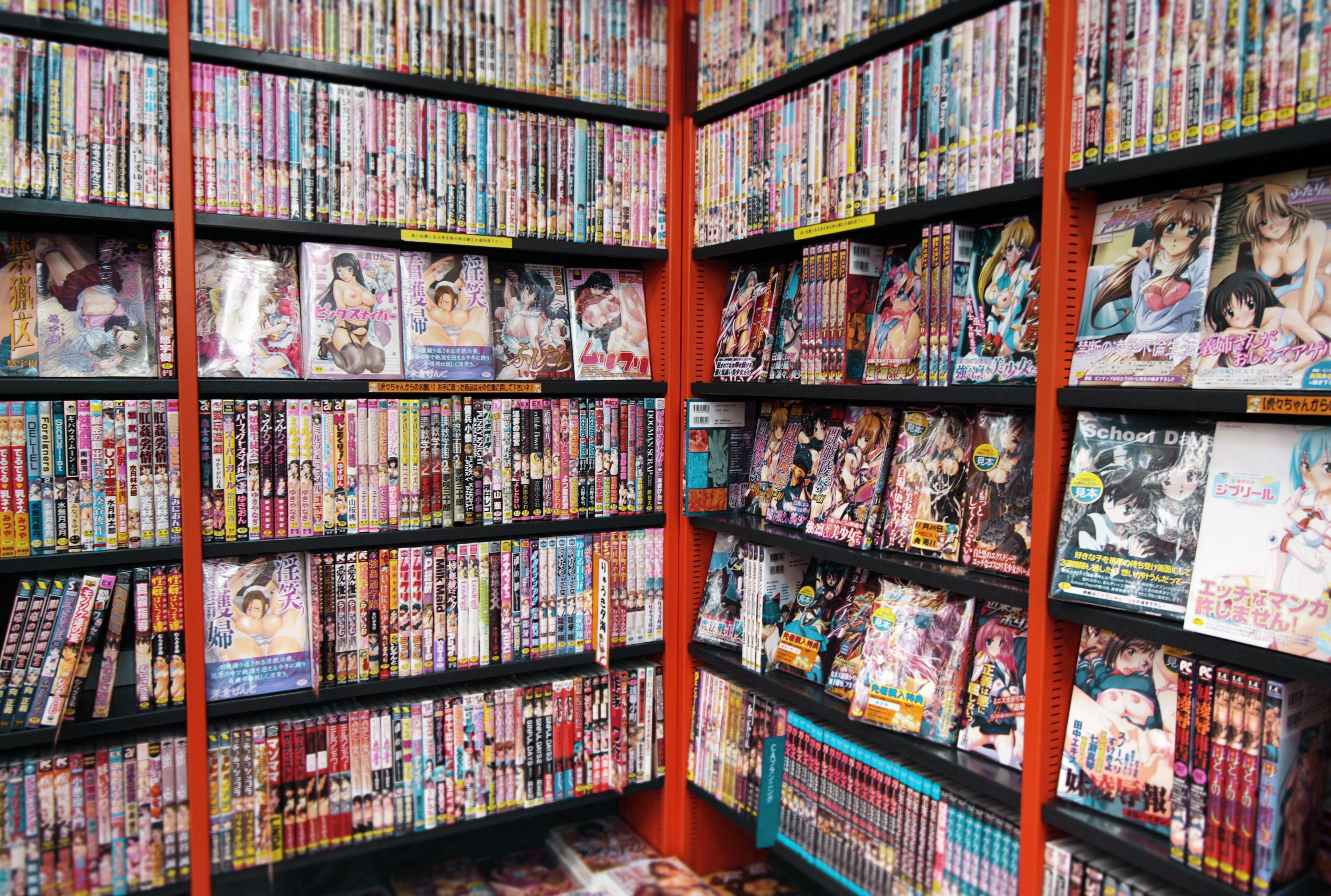
日本で販売されている成人向け漫画

日本のポルノ（にほんのポルノ）は、アメリカやヨーロッパと並び、ポルノの一大市場を形成しており、また独自の文化が花開いている。
日本のポルノには西洋のポルノと容易に区別される独特の特徴があり、セクシュアリティと文化に対する日本の見解を反映してユニークなフェティシズムと性的倒錯に加えて、異性愛、同性愛、およびトランスジェンダーの性行為の幅広いスペクトルを掘り下げている。
20世紀以前のエロティックなストーリーは木版画から始まり、日本のポルノは明確なサブカテゴリに進化。ハメ撮り俳優をフィーチャーしたポルノビデオや雑誌に加えて、成人向け漫画、アダルトゲームおよびアダルトアニメのカテゴリがある。
日本の法律では、合法的に制作されたポルノは、俳優や女優の性器がみえるかどうか検閲し、1990年代半ばまでは陰毛の描写も検閲審査が必要であった。肛門は接触または挿入時にのみ検閲。この種の検閲はエロ漫画、ビデオゲーム、アニメにも拡張される。このタイプの検閲を回避する（および特定のフェチに対応する）試みで、俳優やプロデューサーは、西洋のポルノでは見られない、またはめったに描写されない主題を取り上げてきた。ぶっかけ、ごっくん、おもらし、触手責めは日本のユニークなジャンルと化す。ロリコンと、未成年者を描写するポルノの規制に関する論争、国内外の表現の自由に関する大きな問題となっている。

## 歴史

### 20世紀以前
春画またはポルノの木版画の写真は、考えられるすべての状況で印刷された。当時の春画の位置づけ解釈はまだ議論されているところであるが、おそらく、オナニーや恋人との共有視聴など、ポルノ素材の現代的な使用に似ていたとされる。
19世紀後半の明治維新後、こうしたポルノの出版は政府の圧力の下で減少した。

### 20世紀
大正末期から昭和初期にかけて、文字通り「エログロナンセンスと呼ばれる」と呼ばれる芸術運動がヨーロッパの退廃的な作品の影響を受けて起こる。小説や漫画ではオープンな性的表現が許可されていたが、写真や映画には厳しい管理が適用されていた。第二次世界大戦後、法175条の「わいせつ」に対する法律は、施行された唯一の公式検閲法であった。
第二次世界大戦の直後、『プレイボーイ』のようなアメリカの雑誌の影響を受けて、ポルノ雑誌が出版されていく。『プレイボーイ』掲載記事はアメリカのライフスタイルについてであったが、女性はほとんどがアジア人ではなく、インタビューも日本ではあまり知られていない人たちであり、ファッションとスポーツの内容もアメリカのものであった。
1960年代初頭、いくつかの映画製作会社がピンク映画の制作を開始。検閲法により、性器の露出は禁止されていたが、それ以外は自由に表現できた。これらの映画は、レイプやボンデージを含むすべてのジャンルを網羅するために迅速に多様化。1960年代にかけてピンク映画は主に若松孝二などの低予算の独立した映画製作者によって制作された。1971年、大手スタジオの日活がピンク映画のジャンルに参入。
1971年から、薔薇族など同性愛者向けの雑誌が登場し始める。同性愛雑誌は、若い成人男性を特集する『Badi』、ぽっちゃりした男性を特集する『SAMSON』、筋肉質の男性を特集する『G-men』など、特定の嗜好者に合わせて供給される傾向がみられた。

#### 1980年代
この時代日本人家族では少なくとも二台のテレビやビデオデッキを所有するにいたり、一般的にAV（AdultのAとVIDEOのVの頭文字をとった略称）と呼ばれる1980年代のポルノビデオの普及は、より多くのビデオデッキ販売を加速させた。多数のAVがVHS形式でリリースされたため、VHSがベータマックス形式よりも普及したという噂はあるが、確証はない。なおレーザーディスク形式で販売されたAVはほとんどない。コンテンツに制限のないパソコンでゲームをプレイすることは美少女ゲームをプレイすることと同義であると見なされることがあったが、それはコンシューマーゲームとは対照的にパソコンでコンピュータゲームをプレイする理由を考える日本人はほとんどいなかったからであった。
1980年代後半、同人誌が市場を拡大。この市場の約半分はポルノであると推定されている。著作権の問題は頭を痛めるが、同人誌市場はプロでデビューする前に始めるには一般的であった。やおいは同人誌市場で始まり波及した現象。

#### 1990年代
英国の子供向けインターネット安全政策に関するアドバイザーであるジョン・カーによれば、1990年代後半のインターネット上のすべての小児性愛画像の3分の2は日本から発信された可能性があるとする。彼はさらに、「あらゆる形態の児童ポルノが子どもを性的に虐待してもよいというメッセージを送っている」とみており、1999年に児童ポルノ禁止法が施行されて以来、その割合は現在2%未満であると考えられているが、エクパットは、多くの児童ポルノのプロデューサーが子供が大人風に飾った主人公にしたアニメや映画の制作に目を向けていると考えているという。

### 21世紀
日本の女性はモデル契約にだまされ、ポルノグラフィ出演を強要されていると報告、業界の規制強化が求められていく。
女性のポルノ俳優には、最初のリリース日から5年後ビデオの販売を禁止する権利があるという新しいガイドラインが提案されている。
Pornhuber（ポルノハバー）″のえむゆみカップルが、自分たちのセックスを撮影し全世界に配信する形式をとり、注目を集める。2023年には書籍『エロ2.0 「月収4000万円」Pornhuberが実践した「欲望を共有する」最速ファンマーケティング』（飛鳥新社）を発売した。

## 法律と運動

### 検閲法
日本の刑法第175条に基づき、わいせつな素材を販売または配布する人々は、罰金または懲役刑に処せられる。175条は1907年に旧法に含まれており、比較的継承されている。陰毛と成人の生殖器の表示は以前からわいせつと見なされている。
ビデオポルノはモザイク処理によって不明瞭になった演者の性器を含む露骨な性的シーンを日常的に描写している。ペニスの検閲はさまざまであるが陰毛は篠山紀信が『water fruit』と『Santa Fe』の出版でのものが最初のケースであった。多くのビデオ制作会社は、容認できるものとそうでないものに関するガイダンスを提供する倫理団体に所属。日本ビデオ倫理協会、コンピュータソフトウェア倫理機構、コンテンツ・ソフト協同組合など上記3つはこのような組織の例である。

### 宗教とポルノ
日本の土着の宗教である神道は、超自然的な存在は自然に宿ると信じて、アニミズムに基づいている。神道の神と女神は道徳や完璧さの貯蔵庫などではなく、代わりに自然の中に存在し、したがって、セクシュアリティは人生そのものの生得的な部分であるとしている。日本ではこのことから宗教的態度は、日本の社会におけるポルノ素材の存在を妨げるものにはならなかった。

### 児童ポルノ
本物の子供たちが演じた児童ポルノの所持は2014年6月以来、日本では違法である。児童ポルノの制作については、国連、ユニセフ、その他の国際機関などの国際的な圧力を受けて、1999年に法令により違法化。日本のメディアセンターである秋葉原や日本橋、または日本のコンビニエンスストアでも広く利用可能であるソフトコア、ジュニアアイドルやロリコン物などのメディアは、ハードコアなどのようなポルノとは区別をしたものの、日本の刑事司法下で検察官によって新しい法律に基づいて検討された結果、一部では違法評決も下される。ただし施行の相対的な厳格さは都道府県によって異なり続けている。
2008年6月、児童ポルノ所持の禁止を提案する法案が衆議院に提出され、9月に国会に提出されたが、可決されず、2014年7月15日、法律改正の結果として、児童ポルノの単純な所持にも罰則が追加された。

### 性的暴行
1999年、ミルトン・ダイアモンドと内山絢子は、1970年代以降の日本でのポルノ素材の増加により、報告される暴力が減少すると仮定した。
2016年、利益団体であるヒューマンライツ・ナウは、ポルノ映画に登場する一部の女性が意志に反してそうすることを余儀なくされたという主張を報告。このグループは、制作会社を規制する法律の導入と、虐待を経験した演者の支援を求めている。

### 違法行為の描写
多くのポルノ映像（「日本のアダルトビデオ」またはJAV）には、未成年者の使用を示唆するタイトルや、実際の犯罪の記録を示すことを示唆するタイトルなども付けられる。ただし、日本の映画業界の規制機関である映画倫理機構の承認を得て配布されているタイトルは、日本の法律に完全に準拠しており、これを破ってはいない。

## 種類
- 春画 - エロ本 - 成人向け漫画
- アダルトビデオ
  - Category:日本のアダルトビデオ作品
  - AV女優
  - AV監督 - AV事務所
  - ブルーフィルム
  - アダルトビデオ用語
  - アダルトビデオの歴史
- ピンク映画
  - 東映ポルノ
  - 日活ロマンポルノ
- エログロ
- レズ
  - 百合
- ゲイ・ポルノ
  - 薔薇族
  - ゲイビデオ
  - やおい
- セルビデオ
- DMM.com
- 東映Vシネマ
- 鬼畜系#ポルノグラフィにおける鬼畜系

### 同人とパロディ
同人誌または文字通り「ファンワーク」。多くの場合、人気アニメ、ゲームや漫画のポルノ模造品であり、キャラクター同士の性行為が描かれる。

### アニメ
アダルトアニメ（西洋ではヘンタイという用語で知られる）は、日本で人気のあるジャンルであるが、一般的に日本のアニメーション（アニメ）で基本的には他の一般の形で見られるアニメーションと同じスタイル。変態という用語は、文字通り「変な態度」または「変質（者）」を意味するが、代わりに使用方法としてわいせつな状況の文脈下では「邪悪な態度」または「変な行為」を意味している。
- アダルトアニメ
- ハーレムエンド
  - くりいむレモン
  - シリーズぴこ
  - グリーンバニー
  - ミルキーレーベル

### ゲーム
アダルトゲームは、日本のビデオゲームのジャンルの一つ。このジャンルは文化的および翻訳的な問題がいくつかあるため、日本以外の状況はいくぶん不明。日本語では「かわいい女の子のゲーム」を意味する美少女ゲーム（別名「美少女」）として呼ばれるこのゲームは、PCデートシムゲーム、ヘンタイゲーム / Hゲームなど、英語圏のファンが使用するいくつかの名前で知られている。JAST USAやMangaGamerなどの企業は、出会い系のシミュレーションやビジュアルノベルを、海外の未発達市場向けに英語に翻訳している。日本のアダルトビデオゲームの場合「18+」の評価はコンピュータソフトウェア倫理機構またはコンテンツ・ソフト協同組合によってなされる。アダルトビデオゲームの検閲はコンピュータエンターテインメントレーティング機構では行っていない。

### インターネット
ウェブサイトで一般的に見られるファン・フィクションは架空のキャラクターに限らず、実在人物もよく活用されるが、これらの作品は日本のテレビ番組を見ない人にはほとんどわからない。通常、同人誌の作家は、新作のプレビュー、購入者が追加作品を見つけることができる秘密の住所、およびゲームのサンプルを提供することにより、インターネットを使用して製品を販売している。また、新しい作家やアーティストをオンラインで募集。さらにすべてのキーワードをリストした商用ウェブサイトを検索することなく探しているサイトを見つけられるようにするために、アダルト専用の検索エンジンがいくつか存在。同人誌の多くの作品は、アートを収集し、無料で検索できるウェブサイトで紹介されている。
多くのWebサイトでは、リンクされたサイトやサイトに頻繁にアクセスする友人からの季節ごとのの挨拶写真（多くの場合ポルノ写真）が使用されている。そのようなサイトで、クリスマスの挨拶の写真で典型的なのは、さまざまな段階で脱衣した姿のサンタガールを特徴として、中国の占星術12の黄道帯動物は猫女のバリエーションを特徴としている。

### 雑誌
雑誌は、ビデオとともに、ポルノ素材の人気メディアであるが、ポルノ漫画や写真を含む雑誌は管理されており、購入に年齢制限が設けられている。日本の多くの地域では、アダルトブックストアの外で販売する場合、ポルノ雑誌をビニール封印する必要がある。しかしヌード掲載を特徴とするがポルノ以外である雑誌を見つけることも珍しくはなく、多くの雑誌、特に週刊のタブロイド紙には、西洋のタブロイド紙で多く取り上げられているページ・スリー・ガールに似たヌード画像と写真掲載などもなされる。これらの画像が性器や性行為を描写していない限り、ポルノとは見なされないため、公共で自由に販売されている。
男女双方による体験告白文は、男性誌およびポルノ雑誌で人気のあるトピックである。

### マンガ
ポルノコンテンツのある漫画は、男性と女性の両方を対象としており、男性と女性の両方の漫画家がポルノ作品を執筆。これは一般にエロ漫画と呼ばれる。

## サブジャンル
日本のポルノのさまざまなサブジャンルには次のものが挙げられる。
- ロリコン：このジャンルには、6〜11歳の思春期前および未成年の少女が含まれます。日本のポルノ映画で取り上げられる法定年齢は18歳であるため、通常はアニメポルノ。
- ショタコン：ロリコンと同様に、このジャンルには6〜11歳の思春期前または未成年の少年が含まれます。日本のポルノ映画で取り上げられる法定年齢は18歳であるため、これも通常はアニメポルノ。
- やおい（ボーイズラブ）：同性愛/同性愛者の関係で成長した2人の成人男性が登場。通常、対象読者は若い成人女性。典型的には、女性的な「受け」または従順、および男性的な「攻め」または支配的など役割がある。
- 薔薇（Men's Love）：やおいのサブジャンル。通常、筋肉、体脂肪、体毛の度合いが異なる成人男性が特徴で、ビーフケーキや熊系に類似。やおいとは異なりバラは通常、同性愛の男性のために、実際の同性愛の男性によって作られ、日本で同性愛であることに伴うより現実的な障害や課題に焦点を当てる傾向がある。
- 百合：同性愛/レズビアンの関係で成長した2人の大人の女性が登場。ターゲットオーディエンスは主に男性またはレズビアン、やおいよりも人気は少ない。
- 女性向けポルノ：女性をターゲットにした新しいサブジャンルで、女性のニーズに応える「エロメン」（エロティックな男性）を描いている[22]。

## ジャンル
- コスプレ en:cosplay
- 変態 en:hentai
- フェチ
  - めがねフェチ
  - 裸エプロン
  - 脚フェチ en:Foot fetishism
- ボンデージ
- ぶっかけ
- ふたなり
- ゴックン
- グループ・セックス
  - ギャングバング
- ハメ撮り
- 緊縛
- ローションプレイ
- 露出症
- 玉蹴り

## 出版物の種類

### 雑誌

#### グラビア雑誌ほか
- UP to boy
- URECCO
- アクトレス（リイド社）
- アクションカメラスティンガー（ワニ出版）
- Bejean（GOT Corp.）
- ビデオボーイ（GOT Corp.）
- デラべっぴん、すっぴん
- べっぴんスクール（英知出版）
- Dr.ピカソ（英知出版）
- GOKUH（英知出版）
- サブラ
- ショーボー
- DUNK
- チューボー
- DELUXEマガジン
- BIG ONE GIRLS
- ピュアピュア
- BOMB
- Memew
- Momoco
- 一冊まるごとプレステージ（ダイアプレス）
- Tokyo流儀DVD MAX（三和出版）
- ベストビデオ（三和出版）
- マニア倶楽部
- マガジン WOoooo（サン出版 マガジン・マガジン）
- Woman Dream（メディアソフト）
- リアル人妻30（メディアソフト）
- ニャン2倶楽部（コアマガジン）新生ニャン2倶楽部（マイウェイ出版）
- スーパー写真塾（コアマガジン）
- ザ・ベストマガジン（KKベストセラーズ）
- ウレッコ（ミリオン出版）
- アリス・クラブ
- BACHELOR（ダイアプレス）
- 裏窓
- 裏モノJAPAN
- おもらし倶楽部
- おむつ倶楽部
- 月刊ZIPPER
- 月刊ソフト・オン・デマンドDVD（ソフト・オン・デマンド）
- 血と薔薇
- DOPE
- B.B
- ビリー
- Billyボーイ（白夜書房）
- ヘイ!バディー、ロリコンランド
- オレンジ通信（東京三世社）
- アップル写真館（大洋図書）
- ペントジャパン（ぶんか社）
- ナイタイマガジン（ナイタイ出版）
- アダルトゲーム雑誌（TECH GIAN、BugBug、メガストア）
- Men's egg（メンズエッグ、大洋図書）
- MEN'S KNUCKLE（メンズナックル、ミリオン出版）
- anan
- ar（主婦と生活社）
- KING
- 週刊プレイボーイ（集英社）
- 月刊プレイボーイ
- 平凡パンチ
- 宝島
- GORO
- 写楽
- 写真時代
- スコラ
- ターザン
- DoLiVe 月刊ドリブ
- BART
- ペントハウス
- ホットドッグ・プレス

#### その他
- 自販機本（Jam、HEAVEN、突然変異、コレクター、劇画アリス、少女アリス等）
- 成人向け漫画雑誌の一覧
- エロティック漫画
- 三流劇画誌
- エロ劇画誌
- ジュブナイルポルノ#ジュブナイルポルノのレーベル・シリーズ
- 官能小説#関連項目
- 性愛文学#代表的な作品
- ティアラ文庫（プランタン出版発行、フランス書院発売）
- ボーイズラブ#レーベル・媒体
- 日本のゲイ雑誌（アドン、コミックG.G.、The Gay、さぶ、SAMSON、G-men、Badi、薔薇族）
- レディースコミック
- 有害図書#日本
  - 有害指定された雑誌（絶対恋愛Sweet、チャンピオンRED いちご、ヤングアニマルあいらんど、ヤングアニマル嵐、ヤングマガジンアッパーズ等）
- 奇譚クラブ
- 風俗奇譚（SMファンタジア）
- 実話ドキュメント（ジェイズ・恵文社）
- 問題SM小説
- SMスナイパー（ワイレア出版）
- お菓子系（お菓子系雑誌一覧）
- EX系雑誌（FLASH EXCITING、MEN'S EX等）
- 女装雑誌（ひまわり、くいーん等）

### 出版社
- 茜新社
- アスキー
- 一水社
- 英知出版
- オークラ出版
- オデッセウス出版
- オークス
- 海鳴館
- 笠倉出版社
- 近代映画社
- 光彩書房
- コアマガジン
- シーズ情報出版
- 彩文館出版
- 桜桃書房
- 三和出版
- 新潮社
- 誠文堂新光社
- 松文館
- ソフトマジック
- ポット出版
- John Howard Xtreme Publishing
- 大洋図書
- 竹書房
- テラ出版
- 東京三世社
- バウハウス
- ぶんか社
- フランス書院
- 双葉社
- 二見書房
- 司書房
- マイウェイ出版
- Yaziyo
- ワイレア出版
- ワニブックス
- ワニマガジン社

## 主要人物
- 飯島愛
- 川島和津実
- 金沢文子
- チョコボール向井
- 小澤マリア
- 立花里子
- 橘梨紗
- 蒼井そら
- あいだゆあ
- 吉沢明歩